# 어담
어담(魚潭, 일본식 이름: 西川潭一니시카와 단이치, 1881년 음력 5월 7일 ~ 1943년 양력 7월 5일)은 대한제국과 일제강점기의 군인으로, 본관은 함종이다.

## 생애
경기도 광주군에서 태어나 1895년 국비유학생으로 일본에 유학했다. 게이오의숙을 거쳐 1899년 일본 육군사관학교에 입학하여 제11기로 졸업 하고 1900년 대한제국 육군 포병 참위(參尉)로 임관했다. 동기생 가운데 노백린은 해외로 망명하여 독립 운동가가 되었고, 김관현은 일제 관헌의 관료가 되었으며, 어담은 계속 일본 군대에 남아 있었다. 윤치호의 동생인 윤치성도 이들과 함께 졸업했으나 일찍 사망했다.
러일 전쟁 때 일본군이 조선에 주둔하자 일본 육사를 나온 어담은 능력을 인정 받았고, 일본 제국은 그를 고종의 최측근에서 호위와 감시를 병행할 수 있도록 시종무관 등의 지근직으로 임명했다. 1910년 한일 병합 조약이 체결된 뒤 이왕직 왕실 호위부대인 조선보병대에서 근무했다. 1919년 3·1 운동 당시 만세 시위가 일어나면서 살해된 경찰관이 나오자, 1921년 경복궁에서 열린 순직경찰관초혼제에 참석했다는 기록이 있다.
1930년 일본 제국 육군의 중장으로 진급했고, 1931년에 조선총독부 중추원의 참의에 임명되어 1936년 연임되었다. 중일 전쟁이 발발한 뒤 1938년 일제가 지원병제를 실시하자 《매일신보》에 이를 지지하는 담화문을 발표한 바 있다. 배영동지회의 상담역과 조선임전보국단의 발기인도 맡았다.

## 사후
2002년 민족정기를 세우는 국회의원모임이 광복회와 함께 발표한 친일파 708인 명단에 수록되었고, 2008년 민족문제연구소에서 친일인명사전에 수록하기 위해 정리한 친일인명사전 수록예정자 명단 중 군과 중추원 부문에 선정되었다. 2007년 대한민국 친일반민족행위진상규명위원회가 발표한 친일반민족행위 195인 명단에도 들어 있다.

## 저서
회고록 《어담소장 회고록》을 남겼다.

## 같이 보기
- 일본육군사관학교
- 조선임전보국단

## 참고자료
- 친일반민족행위진상규명위원회 (2007년 12월). 〈어담〉 (PDF). 《2007년도 조사보고서 II - 친일반민족행위결정이유서》. 서울. 1266~1283쪽쪽. 발간등록번호 11-1560010-0000002-10. [깨진 링크(과거 내용 찾기)]
- 이규태 (1996년 6월 24일). “[이규태 역사에세이] 조선군 사령부 이야기”. 조선일보. 2010년 8월 26일에 원본 문서에서 보존된 문서. 2008년 5월 4일에 확인함. |제목=에 지움 문자가 있음(위치 1) (도움말)